# Adelans-et-le-Val-de-Bithaine
Adelans-et-le-Val-de-Bithaine település Franciaországban, Haute-Saône megyében. Lakosainak száma 313 fő (2022. január 1.). Adelans-et-le-Val-de-Bithaine Dambenoît-lès-Colombe, Amblans-et-Velotte, Bouhans-lès-Lure, Châteney, Châtenois, La Creuse, Genevreuille, Genevrey és Quers községekkel határos.

## Népesség
A település népességének változása:
| Lakosok száma | 302  | 298  | 303  | 301  | 304  | 307  | 310  | 310  | 313  |
|               | 2013 | 2015 | 2016 | 2017 | 2018 | 2019 | 2020 | 2021 | 2022 |